# 김개남
김개남(金開南, 1853년 9월 15일 ~ 1894년 12월 3일)은 1894년 동학 농민 선언의 지도자이자 혁명가로서 불꽃같은 삶을 살다 간 사람이다. 교과서 등에서는 전봉준, 손화중과 동학농민군 3대 지도자의 한 사람으로 소개하고 있다. 족보에 실린 이름은 영주(永疇), 어릴적 이름은 기선(琪先), 성인이 되어 기범(箕範), 본관은 도강(道康)이다.
동학에 입도한 후 동학의 교리에 따라 태평천국으로 밝은 이상적인 나라를 남쪽으로부터 연다는 뜻으로 호를 개남(開南)으로 정했다. 동학농민혁명기에는 김개남대접주, 개남장(開南丈) 또는 개남장군(開南將軍)으로 불리었다고 한다.
전주화약이후 전봉준은 금구,원평에 대도소를 설치하여 전라우도를 호령하였고, 김개남은 남원에 대도소를 설치하여, 무주, 진안, 용담, 장수, 순천, 낙안, 고흥 등을 비롯한 전라좌도를 호령하였다. 또한 김개남은 휘하의 김인배로 하여금 순천에 영호도회소(嶺湖都會所)를 설치하게 하여 하동,진주 등 영남의 서남부지방까지 그 세를 떨쳤다.
제2차 봉기시 전봉준의 동학농민군은 충청감영이 있던 공주로, 김개남의 동학농민군은 병영이 있던 청주로, 손화중의 동학농민군은 나주로 진격하였다. 김개남은 11월 10일 청주병영을 공격하였으나 일본군에 패한 후 진잠을 거쳐 태인으로 돌아와 태인 너듸마을(산내면 장금리) 매부인 서영기 집에 피신해 있다가 임병찬의 고발로 12월 1일 황헌주에게 체포되어 전주로 이송되었다.
전라관찰사 이도재는 김개남의 명성에 겁을 먹고 전주에서 서울로 압송하는 일이 위험하다고 느껴 12월 3일 임의로 처형하고 그 머리만 서울로 이송하여 12월 25일 서소문 밖에 3일간 효시(梟示)되었다. 향년 42세였다. 왕을 중심으로 하는 "보국안민"을 주장하던 전봉준 등의 근왕주의자와 달리 부패한 조선 정부를 부정하고 남쪽에 새로운 나라를 세우고자 했던 김개남은 혁명가였다.
김개남은 1894년 12월 1일 전라감사 이도재에게 붙잡혀 전주 초록바위에서 즉결처분되면서 같은 날 붙잡혔지만 서울로 압송되어 일본 공사 등에게 두달 여간의 재판을 거쳐 공초기록이 있는 전봉준 등과 달리 기록이 없다는 이유로 그의 활약상은 역사속에 묻혀버리고 만다.
이처럼 공초 등 기록이 없다는 이유로 당시 양반들과 일본군의 공공의 적이었던 김개남은 그 후의 기록을 기초로 오늘날 "비타협적 전투적 모험주의자"로 몰거나 "전봉준 장군의 수하 인물" 정도로 인식되고 있어 안타까울 뿐이다.

## 생애

### 초기
1853년(철종 4년) 태인현 산외면(현 정읍시 산외면) 동곡리 지금실에서 김대흠의 셋째 아들로 태어났다. 태인은 이웃 금구의 원평과 더불어 호남에서 동학이 가장 그 세를 떨친 곳이다. 김개남을 위시로 동학농민혁명 당시 24명의 접주가 도강김씨였다는 점이 이를 나타낸다. 특히 산외면 동곡리는 한때 전봉준이 살았던 곳으로 김개남의 출생지이면서, 이웃 고을 태인 주산리에 최경선, 원평에 김덕명과 김개남의 종형(從兄)인 김삼묵, 김문환 부자 등 동학의 중진 인물들이 주변에 살았던 곳이다. 특히, 김개남이 12살 때 고창에서 전봉준의 아버지 전창혁은 전봉준을 데리고 같은 마을로 이사와 훈장을 하였고, 이 때 두살 아래인 전봉준과는 같은 학동으로, 같은 마을의 의형제로 친하게 지냈다고 한다.
도강 김씨의 중농 가정에서 자란 김개남은 키는 작지만 총명하였고 마을 소년들과 함께 어울리기를 좋아했으며 말썽꾸러기로 인근에 소문이 자자했다고 한다. 특히 어린 시절 대다수의 아이들이 수박서리, 닭서리를 하던 것과는 달리 돼지서리까지 했다고 하니 김개남의 통이 얼마나 컷었는지 짐작할 수 있다. 김개남은 유년기에 한학을 수학하였고 병서를 많이 탐독했으며 다산의 목민심서, 경세유표를 읽었다고 한다. 그의 집안은 인근에서 글깨나 읽는 선비집안으로 대접을 받으며 살았다. 김개남은 19세에 연안이씨와 결혼했으나 1년만에 상처한 후 임실군 출신의 전주이씨와 재혼하여 윗지금실로 분가하고, 1남 3녀를 둔다. 결혼후 몇년간 임실로 다니면서 얼마간 훈장을 했다고 한다.

### 동학농민혁명 이전 활동
김개남은 전국을 돌아다니면서 여러 사람들과 친분관계를 맺었고, 당시의 조선사회를 겪으며, 동학의 물결을 경험한다. 김개남은 언제 동학에 입도했는지 분명하지 않으나, 1884년 내지 1886년 쯤으로 추정된다. 1891년 동학의 2대 교주인 최시형이 전라도 일대의 포덕을 위해 태인현에 왔을 때 지금실의 김개남 집에 머물렀고, 김개남은 여름옷 다섯 벌을 지어 올렸다고 한다.
김개남은 1892년 12월 전국의 동학 교도들이 전라도 삼례에서 탐관오리 제거와 교조 신원 운동을 벌였을 때, 전라도지방의 접주들과 함께 수많은 교도들을 동원하여 탁월한 지도력을 발휘했다. 1893년 3월 충청도 보은 장내리에서 보국안민과 척왜양의 깃발을 내걸고 보은집회가 열렸을 때 김개남은 전라도 교도를 동원하여 최시형으로부터 태인포(泰仁包)라는 포명을 받았고 동시에 대접주의 임첩을 받았다. 이때 손병희, 김덕명, 손화중 등 19명도 같이 대접주로 임명된다. 이후 그는 호남의 접주들과 접촉하면서 현실비판과 사회개혁에 뜻을 같이하는 정읍대접주 손화중(孫化中), 금구(원평)대접주 김덕명(金德明), 주산접주 최경선(崔景善) 등과 긴밀한 관계를 유지했다.
전라도 일대에 동학이 퍼져 나가던 그 때의 상황을 당시의 한학자인 황현은 《오하기문》에서 이렇게 적고 있다.
적(동학농민혁명군)이 지난날 고부에서 처음 일어났을 때 그 우두머리들은 태인 사람이 많았다. 이런 까닭에 전라좌,우도에서 태인접은 접주들 가운데에서도 가장 우대를 받았으며, 다른 지역의 접주들은 모두 태인이라는 호칭을 부러워하였다. [....] 전봉준과 김기범(김개남)의 나이는 모두 마흔 살쯤되었다. 기범의 집안은 태인 지방에서 몇대에 걸친 토호였던 까닭에 그 지방 사람들은 이들 집안을 '도강 김씨'라고 불렀다. 시풍 또한 이들과 한 집안 사람들이다. 기범의 사람됨은 음험하면서도 의지가 굳은 면이 있어 자못 무력으로 사람들에게 굴림하였다. 그리하여 난이 일어났던 초기에 그 집안 사람들은 대부분 그를 따라 난에 참여하게 되었으며 도강 김씨 중에 접주가 스물 네명이나 되었다. 기범은 스스로 꿈에 신령이 나타나 손바닥에 '개남(開南)' 두 자를 써 주었다고 말하면서 '개남'을 호로 삼았다. 이렇게 되어 태인은 적의 소굴이 되어 재물이 산처럼 쌓이고 집집마다 4~5 마리의 말을 길렀으며 [....] 집집이 총을 쌓아 두었는데 적은 경우라도 10여 자루가 되었다.

### 제1차 봉기
1894년, 1월 10일 말목장터에서 동학 농민혁명군은 거병하여 고부관아를 습격하여 전봉준의 아버지 전창혁을 구출하고, 무기를 압수하였으나, 조병갑을 체포하지 못한다. 전창혁이 출소 3일만에 사망하자 전봉준과 함께 김개남은 김낙삼·김문행 등 1,300여 명을 이끌고 고부 백산에 모인 뒤 농민전쟁의 본부인 호남창의소(湖南倡義所)를 설치, 전봉준, 손화중, 김개남의 이름으로 창의문을 발표한다.
이후 동학농민혁명군은 전라관찰사 김문현이 보낸 관군 천여명과 싸운 황토현 전투에서 4월 7일 승리한다. 이 승리로 동학농민혁명군의 위세에 위기를 느낀 정부는 장통위이며 청주병사인 홍계훈을 양호초토사로 임명하고 장위영의 병정을 경군으로 명한다. 전주에 도착한 홍계훈은 전라감사 김문현으로부터 그간의 상황을 듣고 영장 김시풍과 간부 김영배 등 김개남과 친한 12명을 동학군과 협조했다는 이유로 초록바위에서 4월 10일 효수한다. 김시풍은 도강김씨로서 김개남이 그의 족질이다.
4월 23일 정성 황룡촌에서 홍계훈의 경군과 동학혁명군의 전투에서 또다시 동학농민혁명군이 승리한다. 이후 파죽지세로 동학농민혁명군은 전진하여 4월 27일 전주성을 점령한다. 4월 8일 김문현 전라관찰사가 파직되고 새로 임명된 김학진 관찰사는 전주에 부임하지 못한 상태였다. 전주성이 함락되었다는 보고를 받은 조정은 4월 29일 청나라에 파병을 요청하고 이는 일본군을 끌어들이는 계기가 되었다.
동학농민군과 관군간의 일진 일퇴가 거듭되는 가운데, 청군과 왜군이 들어오는 상황이 되자, 전봉준과 김개남은 토벌 책임자인 홍계훈과 타협해 동학도를 박해하지 않을 것과 집강소를 설치할 것을 합의한다.

### 집강소 시기
집강소 설치와 폐정개혁안에 대해 전라관찰사 김학진으로터 서명을 받은 전봉준과 김개남은 전라도를 우도와 좌도로 나누어 호령했다. 즉 전봉준은 금구, 원평에 대도소를 설치하고 전라우도를 호령하고, 김개남은 남원에 대도소를 설치하고, 무장, 순창, 진안, 장수, 용담, 순천, 낙안, 고흥 등 전라좌도를 호령했다. 이렇게 전라도 53개 군현에 모두 집강소를 설치하였다.이는 우리나라 최초의 근대 민주자치행정의 시작이라고 할 수 있다. 당시 개남장의 영향력이 미치는 전라좌도 지역에서는 치안확립이 잘 되어 범죄가 줄어들자 백성들의 칭송이 대단했다고 구전되고 있다.
"전봉준은 수천의 무리를 거느리고 금구원평에 웅거하면서 전라우도를 호령하였으며, 김개남은 수만의 무리를 거느리고 남원성에 웅거하면서 전라좌도를 통할하였다."
김개남은 남원에 거점을 정한 직후부터 적극 세력을 확장했다. 전라좌도의 경계를 넘어 경상도 함양과 안의까지 세력권을 확대하려고 하였다. 또한 휘하의 김인배를 순천에 보내 영호대회소를 설치하게 하여 경상도 하동, 진주까지 진출하였다. 이처럼 김개남의 명성은 경상도까지 전해졌다.

### 제2차 봉기
2차 봉기를 처음 시도한 대접주는 남원대도소에서 전라좌도를 이끌던 김개남이었다. 매천 황현은 [오하기문]에서 1894.8.19.남원에서 기포 결의를 하였다고 기록하고 있다. 일본군이 경복궁을 기습(7.23)한지 한달도 되지 않은 때였다. 전봉준은 8월 25일 남원으로 김개남을 찾아와 청일전쟁의 판세나 변화를 기다려보자고 하였고, 김개남은 조기봉기를 주장한다.
"봉준: 지금의 정세를 살펴보면 일본과 청나라가 계속하여 전쟁중에 있지만 어느 쪽이 승리하든 틀림없이 군대를 옮겨 먼저 우리를 칠 것이다. 이렇게 되면 우리가 비록 인원수는 많다고 하나 오합지졸에 불과하므로 쉽게 무너져 우리들이 소망하였던 것을 끝내 실현할 수 없게 될 것이다. 사정이 이러하니 귀화한다는 명분으로 각자 사방으로 흩어져 상황의 변화를 지켜보는 편이 더 낫겠다." "개남: 대중은 한번 흩어지면 다시 모이기 어렵다."

그런데 보름 후 금구 원평에서 사태를 지켜보던 전봉준은 9월 10일 재봉기를 결정한다. 삼례에 대도소를 설치하고 4천여 명의 동학농민군을 집결시켰다. 그러나 동학농민군은 곧바로 서울로 진격할 수 없었다. 봉기를 원하지 않았던 북접의 소극적인 태도와 남접의 강경한 입장 간의 갈등 때문이었다. 남-북접 간의 갈등은 한 달이라는 시간을 허비하게 만든다.척양척왜(斥洋斥倭)의 깃발을 들고 일어선 농민군에게 이것은 후일 돌이킬 수 없는 회한으로 남는다. 한 달이 지난 10월 12일 전봉준은 삼례를 출발하여 논산으로 북상한다. 그리고 북접의 손병희와 연합전선을 펼치며 공주 공격(우금치 전투)을 감행했으나 피로 물든 언덕만을 남기고 실패하였다.
김개남 부대는 전봉준이 북상한 이틀후인 10월 14일 남원을 출발, 임실을 거쳐 전주에 들어갔다. 당시 기록에 의하면, 전주로 향하는 김개남 부대에는 “총통을 맨 자가 8천여 명이요, 그 길이가 백여 리에 걸쳐 있었다”고 할 정도로 큰 군세를 자랑했다. 10월 16일 전주에 도착한 김개남은 고부군수 양필환, 남원부사 이용헌, 순천부사 이수홍 등을 가렴주구의 혐의로 처단하였다. 이후 10월 23일 당시 동학농민군에 가장 반발이 심했던 금산을 점령하고, 11월 10일 진잠을 거쳐, 11월 11일 회덕 신탄진 점령, 11월 13일 새벽에는 회덕과 문의 방면에서 청주성을 공격하였다.
기록에 의하면, 당시 신탄진 방향에서 청주성 공격에 나섰던 김개남 부대는 약 만 오천 명 정도 되었고, 문의 방향의 김개남 부대는 서장옥 등 북접 농민군이 합세하여 만여 명쯤 되었다고 한다. 김개남의 청주 병영 공격은 일본군의 화력앞에 실패하였다.

### 체포와 최후

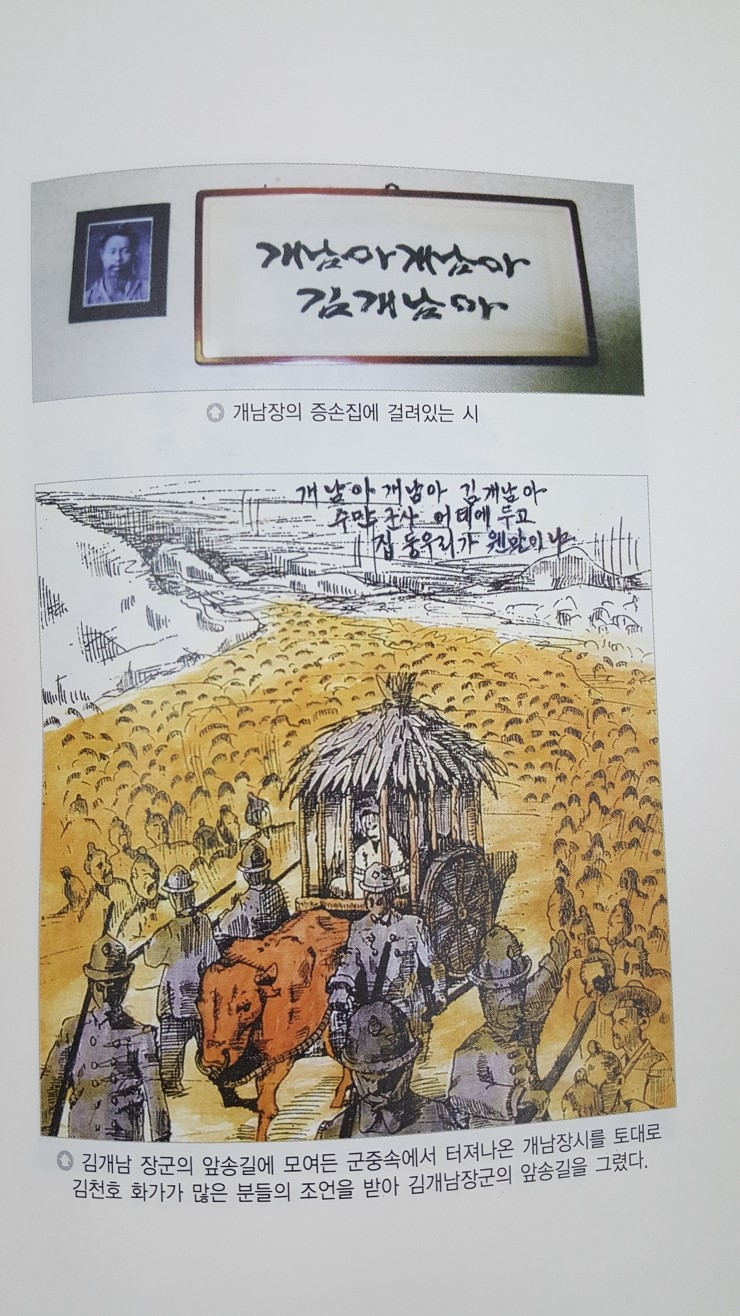

김개남은 일본군에 패하여 진잠을 거쳐 태인으로 돌아와 태인 너듸마을(산내면 장금리)에서 매부인 서영기 집에 피신해 있다가 임병찬의 고발로 12월 1일 황헌주가 이끌고 온 70여명의 관군에게 체포되어 전주로 압송되었다. 정부에서는 논공행상으로 임병찬에 임실군수를 제수했으나 임병찬은 이를 사양했고, 임병찬 대신 황헌주를 임실군수로 제수했다. 관군은 동학농민군의 강경파 제1거두인 김개남을 체포하자 도피우려가 있다는 이유로 즉시 포박하였다. 그리고 황소 달구지에 위에 태운뒤 열 손가락에 대못을 박았다. 게다가 소나무 서까래로 김개남을 뺑 둘러 엮어 놓고 탈출하지 못하게 짚둥우리를 서까래 이에 덮어 씌었다고 한다.
그가 잡혀 전주감영에 끌려갈 때, 소식을 들은 백성들이 구름같이 모여들어 다음과 같은 노래를 불렀다.
| “ | '개남아 개남아 김개남아. 수많은 군사 어디다 두고 짚둥우리에 묶여 가다니 그게 웬 말이냐'''. | ” |

전라감사 이도재는 김개남을 전주로 압송한 뒤, 이대로 한양까지 압송될 경우 중도에 탈주할 우려가 있고, 백성들이 많이 몰려들어 다시 동학란이 발생될 우려가 있다는 이유로 김개남을 즉결 처형시켰다. 그 때의 광경을 매천 황현은 이렇게 전하고 있다.
도재는 마침내 난을 불러오게 될까 두려워 감히 묶어서 서울로 보내지 못하고 즉시 목을 베어 죽이고 배를 갈라 내장을 끄집어냈는데 큰 동이에 가득하여 보통사람보다 훨씬 크고 많았다. 그에게 원한을 가지고 있는 자들이 다투어 내장을 씹었고, 그의 고기를 나누어 제상에 올려놓고 제사를 지냈으며 그이 머리를 상자에 넣어서 대궐로 보냈다.— 황현, 《오하기문》

그의 수급(首級)은 한성부로 이송, 12월 25일 서소문 밖에서 3일간 내걸렸다가 이후 남부 각 지방에 조리돌렸다고 한다.
김개남에 대한 처형이 있은 후 일본공사와 조선정부 사이에는 한때 파문이 있었다. 일본공사 이노우에는 1894년 12월 27일 조선정부에 서한을 보내 비도(농민군)의 처형은 신중을 기해야 하며 체포된 비도들은 정토대(征討隊)에 넘겨 처리토록 하라고 요구하였다. 이럼에도 불구하고 전라관찰사가 김개남을 지방에서 단독으로 처형하자 일본공사는 조선정부에 전라감사를 불러들여 그 까닭을 엄중히 조사하여 알려주고 그에 대한 처분 문제는 공동으로 상의 하자고 요구해 왔다.
난처하게 된 조선정부에서는 경위를 해명하고 그에 대한 처분을 할 것이니 불러들여 조사하는 것만은 재고하여 달라고 요청하여 간신히 모면하고, 이도재는 감봉 3개월의 징계를 받았다고 한다.

### 영호대접주 김인배
전라좌도의 집강소 통치를 지휘했던 김개남(金開南)은 지리산 너머 경상도 일대에 집강소를 설치하려 노력했다. 그리하여 부하인 김인배(金仁培)를 영호대접주라는 직함을 주어 순천지역으로 내려보냈다. 곧 김인배를 영남과 호남 아래 지역의 최고 두령으로 임명한 것이다. 김인배는 금구 출신으로 김덕명의 휘하에 있던 24세의 열혈 청년이었는데, 전투에서 그 능력을 높인 산 김개남이 휘하로 끌어 들인 것이다. 그는 영호대접주로서 순천에 접소를 차리고 집강소 활동을 전개했다. 그에 대해 농민군 토벌대장이었던 이두황은 “지난해 6월 이후 금구의 도둑 우두머리 김인배가 이끄는 무리는 여러 지역에서 모인 10만명이었다”면서 “순천 성중에 들어와 영호도회소를 설치하고 관가의 무기를 거둬들이고 남의 돈과 재물을 빼앗으면서 감히 군수(軍需)라고 일컬었다”고 보고했다.
김인배는 직계 농민군을 거느리고 현지 농민군의 협력을 얻어 섬진강을 넘어 하동 진주를 석권했다. 진주는 남해지대의 요충지로 병영을 두었는데 김인배가 이끄는 농민군의 손에 함락되었다. 일본군과 관군이 부산에서 파견되어 섬진강으로 밀려오자 하동 여수 광양에서 치열한 전투가 벌어졌다. 김인배는 마침내 광양에서 잡혀 머리가 잘려 죽었다.
김인배의 아내는 남편의 죽은 날을 몰라 제사를 지낼 수가 없었다. 그녀는 떡시루에 흰 쌀가루를 깔고 매일 아침 들여다보았는데 12월 9일 쌀가루에 새 발자국이 뚜렷이 나타나서 제삿날로 정했다 한다. 이 말대로 김인배는 12월 9일 죽음을 당했다.
김인배는 죽음을 앞두고, 동행했던 처남 조씨에게 다음과 같이 타일렀다 한다.
| “ | 장부가 나서 죽을 자리에서 죽음을 얻는 것은 떳떳한 일이요. 다만 뜻을 이루지 못함이 한이로다. 나는 함께 살고 함께 죽기를 맹세한 동지들과 최후를 같이할 것이니 그대는 집으로 돌아가 부모를 봉양하라. | ” |

## 동학농민혁명 이후
김인배의 경우처럼 많은 후손들은 농민군들의 시체를 찾지 못해 고인이 쓰던 용품이나 나무 인형을 만들어 묻는 가묘(假墓)를 만들고 받들었다.
문경에서 농민군의 가묘를 발굴하여 나무 인형의 흔적을 찾아낸 적이 있었다.
또 뇌물을 쓰거나 줄을 대서 잘린 머리를 찾아 항아리에 담아 묘지에 묻기도 했다.
동학농민전쟁에는 농민군 1백만명이 참여했고 10만명이 죽었다고 한다.
일본은 청일전쟁 때부터 조선에 유일하게 우려되는 것은 동학농민군이 배후에서 공격하는 것이라고 생각했다고 한다.
따라서 일본의 베테랑 정규군인 제19대대를 동원하여 동학정토대를 구성, 모두 사살하도록 명령했고, 실제로 동학농민혁명 당시부터 그 이후까지 동학농민군을 계속해서 죽이고 탄압했다고 한다.
당시 살아남은 동학농민군들은 산속이나 섬으로 도망해 몸을 숨겼고 죽음을 면한 처자식은 재산을 빼앗기고 뿔뿔이 흩어졌다.
당사자나 가족은 살아가면서 결코 농민군에 가담한 사실을 가슴에 묻어두고 말하지 않았다. 역적이라는 굴레를 벗어날 수 없었기 때문이다.
그러나 동학농민혁명 전쟁에서는 패했지만 최후까지 항쟁의 맥을 이어간 부대는 바로 김개남포라는 사실에 이의가 없다. 동학농민혁명 이후 의병전쟁, 3.1만세운동,광주학생운동, 4.19혁명, 그리고 광주민주화항쟁과 6월항쟁 등 역사의 도도한 흐름으로 이어졌다.

## 쟁점과 논란

### 김개남과 전봉준은 어떤 관계였나
전봉준 공초에 따르면 전봉준은 김개남에 대해 아래와 같이 밝히고 있다.
| “ | 김개남은 내가 왕사(王事)에 협력하자고 권고했지만 끝내 들어주지 않았다. 그러하기에 처음에는 상의한 바가 있었지만 끝에는 결단코 상관하지 않았다. | ” |
|   | — 전봉준, 〈전봉준공초(全琫準供草)〉 |   |

전봉준이 재판을 받는 과정에서 얘기한 이 내용 때문에 두사람의 관계가 좋지 않다고 보는 시각이 있고, 이를 바탕으로 학자들은 두 사람간의 관계를 다양하게 해석하고 있다. 제2차 동학농민혁명 전쟁과정에서 전봉준과 김개남의 관계에 대해서 제기되는 다양한 주장을 살펴본다. 이이화, 우윤, 조경달은 갈등관계로로 보았고, 신용하, 박찬승은 협력하기 어려운 관계라고 보았으며, 정창렬, 이진영, 이병규 등은 전략적 협력관계를 형성했다고 본다.
그렇다면 김개남과 전봉준은 정말 어떤 관계였을까?

#### 같은 마을에 산 의형제
전봉준은 1855년에 전라도 고창 당촌에서 태어났다. 전봉준이 열살 때쯤 훈장인 아버지 전창혁을 따라 김개남이 살던 태인의 지금실로 이사했다. 이때부터 약 4년간 전봉준과 김개남은 한 마을에 살게 된다. 김개남은 전봉준보다 두 살 위였고, 또 지금실에는 김개남의 집안인 도강 김씨들이 모여 살고 있었다. 그리고 김씨들은 먹거리는 떨어지지 않을 정도의 중농들이었다. 이와 달리 전봉준의 집안은 외톨이인데다가 찢어지게 가난했다고 한다. 이들은 한 동네에 살면서 전창혁 훈장의 학동으로, 의형제로 자연스레 친분을 맺었다. 전봉준은 그 후 지금실을 떠나 이곳저곳 옮겨 살다가 동학농민혁명이 일어나기 수년 전에 고부 조소리에 자리를 잡았다.
기록에 따르면, 김개남의 중매로 전봉준의 큰 딸 전옥례는 지금실의 강만복과 결혼해서 김개남과 같은 마을에 살았다고 한다. 이런 점으로 보아 전봉준과 김개남은 어릴때 인연을 맺은 후부터 서로 왕래하고 친분을 나눈 것으로 보인다. 결국 두 사람은 세상을 한 번 뒤집어 엎을 계획을 머리를 맞대고 짜냈던 것으로 보인다.

#### 전봉준과 김개남은 함께 제1차 동학농민혁명을 일으켰다!
1894년 1월 전봉준의 아버지 전창혁은 다시 부임한 고부군수 조병갑에게 끌려가 고초를 당한다. 외아들에 일가 친척도 없던 전봉준은 의형제이자 태인의 동학대접주인 김개남을 찾아가 아버지 구출을 논의했다. 두 사람은 1월 10일 말목장터에 모여 봉기를 일으켜 아버지룰 구출하고, 탐관오리 고부군수 조병갑을 징토했다. 이 후 김개남과 전봉준은 손화중, 김덕명 등과 연합하여 백산에 동학농민군 창의소를 세우고 창의문을 발표한다. 이들은 4월 7일 황토재에서 전라감영군에 승리하고, 이어서 4월 23일 장성 황룡촌에서 홍계훈의 경군에 승리한 후 전라도 일대를 석권하며 4월 27일 전주성까지 점령했다. 전주성에서 경군과 다시 맞붙어 여러 날 싸움을 벌였는데, 농민군에게도 많은 피해가 있었다. 관군과 동학농민군은 5월 7일 이른바 전주화약을 맺고 전봉준과 김개남의 동학농민군은 전주에서 물러났다. 그리고 각 지역에 집강소를 두고 동학농민군 스스로 행정을 맡아 다스렸다.
전봉준과 김개남은 이 무렵부터 방향을 달리한 것으로 보인다. 전봉준은 일단 전주에서 물러났다가 뒷날 기회를 엿보아 재기하자는 주장을 폈고, 김개남은 내친걸음에 서울로 쳐 올라가야 한다는 강경론을 편 것으로 보인다. 그리하여 김개남은 강경파, 전봉준은 온건파로 지목된 것이다.

#### 재봉기 즉, 2차 동학농민혁명을 함께 일으키다
처음 재봉기를 주장한 것은 김개남이었다. 전봉준은 8월 25일 남원으로 김개남을 찾아와 재봉기를 만류했다. 그러다가 9월 8일 재봉기를 결정한다.
9월 8일 재봉기 결정후 전봉준은 금구 도회소 휘하 농민군을 무장시켜나갔다. 9월 9일 농민군을 고산에 보내 군기와 물품을 가져오게 했고, 10일에는 태인관아로 군수미와 군수전을 금구원평 도회소로 보내도록 사통을 보냈다. 이어 10일과 13일에는 삼례 농민군이 여산의 화약, 총알 등을 빼앗아 갔고, 14일엔 전봉준이 직접 800명을 거느리고 삼례에서 와서 전주의 화포, 탄환 등을 거두어 갔으며 16일엔 농민군 100여명이 위봉산성의 무기를 거두어 갔다.
같은 시기에 김개남도 재봉기와 관련하여 준비를 한다.
9월 8일 김개남 휘하의 농민군은 오방을 나타내는 깃발 8000여개를 새로 만들었고, 포를 쏘며 기제를 올려 출전의식을 했다. 김개남은 15일 이전부터 남원대도소 또는 남원대도소김개남의 이름으로 남원, 능주, 광주, 곡성 등에 통문을 보내 군수미와 군수전을 확보하였다. 전라감사 김학진에게도 군수물자를 보내라고 통문을 보냈다. 9월 17일에는 직접 남원 관아의 군기를 빼앗는 한편, 민가에서 물자를 거두어 장태, 화약, 수레 등을 만들었다.
이러한 사실로 볼 때 전봉준과 김개남은 서로 합의하에 9월 8일 이후 본격적으로 재봉기할 채비를 했음을 알 수 있다.

#### 전봉준과 김개남은 서로 협의하에 재봉기를 하였다
전봉준이 9월 12일 재봉기를 했는데, 김개남은 참여하지 않고 한달 후에 따로 움직였다는 주장이 있다.
그러나 이는 사실과 다르다.
전봉준은 9월 초 재봉기를 결정하고 삼례에서 봉기한 후 본격적인 북상은 10월 12일 이었다. 전봉준은 북상이 늦어진 이유에 대해 " 몸이 아프고 또 많은 사람을 한꺼번에 움직이기 어려웠고 겸하여 신곡이 나오지 않아 자연히 10월에 이르렀다"고 [전봉준공초]에서 밝히고 있다.
또 다른 이유는 충청도 일대 동학농민군, 즉 북접의 합류를 기다린 것도 큰 요인이었다. 최시형이 봉기를 허락한 사실이 10월 11일경 전봉준에게 알려졌기 때문에, 전봉준은 4000여명의 동학농민군을 이끌고 삼례를 출발하여 10월 12일 논산에 도착하였다. 손병희가 이끈 동학농민군은 보은에서 출발하여 15일경 논산에 합류하였다.
한편, 김개남은 거의 같은 때인 10월 14일 8000여명을 이끌고 남원을 떠나 16일 전주에 도착하였다. 또한, 손화중,최경선은 광주와 나주로 가서 해로를 통한 협공에 대비하였다. 이처럼 10월 중순에는 실질적으로 전라도와 충청도 일대의 동학농민군이 총동원되어 무력봉기할 수 있는 체제가 완성된 것이다.

#### 전봉준은 공주감영 공격, 김개남은 청주병영 공격
이러한 동학농민군의 일치된 전략은 북상과 공격과정에서도 입증된다.
전봉준과 손병희는 10월 21일경 논산을 출발하여 공주감영으로 향한다. 이인(23일), 효포(24일), 능치(25일)에서 전초전을 벌였다.
이때 김개남은 미리 전봉준과 협의한 대로 청주병영으로 북상 중 10월 24일 금산을 점령한다. 또한 손화중은 나주를 공격하였다.
이어서 전봉준과 손병희가 11월 8일~10일 공주를 공격할 때, 김개남은 5000여명을 이끌고 북상하여 11월 10일 진잠을 점령하고, 11일 회덕.신탄진을 경유하여 13일 청주를 공격하였다. 이때 청주 지역의 서장옥 동학농민군이 합세하였다.
이처럼 김개남과 전봉준의 실제 북상 시키는 2~3일 차이로 서로간 긴밀한 협의하에 진행된 것으로서,
보기에는 비록 양자의 공격방향은 달랐지만 동학농민군의 전략적 필요에서 온 것이라는 주장이 있다.

#### 전봉준의 공주 공격시, 김개남이 청주를 공격해야 할 이유는 무엇일까?
첫째, 청주는 공주와 함께 서울로 가는 주요통로이다.
일본군 정토대가 남하하면서 서쪽으로 공주노선(서로군), 동쪽으로 대구병참노선(동로군), 중앙으로 청주노선(중앙군, 본대)의 3로를 취하여 내려온데서도 알 수 있다.
둘째, 당시 전라도와 충청도에서 농민군에게 함락되지 않은 곳은 충청감영인 공주와 병영인 청주 뿐이었다는 점이다.
따라서 서울로 가려는 동학농민군으로서는 공주감영과 함께 청주병영을 점령할 필요가 있었던 것이다.
셋째, 동학농민군은 공주공격에 참여하지 못한 일단의 동학농민군을 합류시켜 전력을 확대할 필요가 있었다.
즉 보은의 손병희 측 동학농민군은 논산의 전봉준 군에 합류하여 공주를 공략한다. 그런데 9월 23일부터 청주를 위협하던 서장옥의 동학농민군과 옥천,영동,문의 등 청주와 멀지 않은 곳에 있는 동학농민군이 청주 공략에 참여한 것이다.
넷째, 청주공격은 동학농민군의 세력확대를 의미함과 동시에 관군과 일본군의 전투력이 공주로 집결되는 것을 예방하는 방편이기도 했다.
이처럼 9월 재봉기는 전봉준과 김개남, 손화중의 전라도 동학농민군과 손병희 및 서장옥의 충청도 동학농민군이 일치된 전략 속에 치룬 총력전이었다.

### 김개남과 임병찬의 진실
김개남을 밀고하여 체포하게 만든 이가 김개남의 친구이자 의병장 임병찬이다.
김개남은 일본군에 패하여 진잠을 거쳐 태인으로 돌아와 태인 너듸마을(산내면 장금리) 매부인 서영기 집에 피신해 있다가 임병찬의 고발로 12월 1일 강화병방 황헌주에게 체포되어 전주로 이송되었다.
김개남은 태인 너듸마을의 매부인 서영기 집에 잠거해 있었는데 이웃 종송리 임병찬이 김종섭을 시켜 송두용 집으로 유인했다. 그것은 종송리는 회문산의 지맥으로 너듸마을 보다 험하고 높은 곳에 위치하여 있으니 더욱 안전한 곳으로 와 있으라는 것이었다. 임병찬은 김개남을 유인해 놓고 김송현, 임병욱, 송도용을 시켜 전라도 관찰사 이도재에 고발하니 이도재는 황헌주로 하여금 강화병 80명을 거느리고 종송리에 와서 12월 1일 새벽 김개남을 잡아갔다.

### 대하소설 《토지》의 김개주의 모델은 김개남
박경리의 대하소설 ‘토지’에는 600여 명의 인물이 등장한다.
이중 ‘김개주’는 중인출신으로 압제자의 목을 추풍낙엽같이 날려버린 동학 의병장이자 상민의 영웅이며, 신비로운 모습으로 표현된다.
박경리 대하소설 ‘토지’ 인물사전을 펴낸 한국방송대 이상진 교수는 저서에서 ‘토지 김개주’라는 인물을 이렇게 평했다.
김개주는 역사상의 실존인물인 동학군 장수 김개남을 모델로 한 인물이다. 형인 우관선사가 있는 연곡사에 휴양차 와 있는 동안 그곳에 불공드리러 온 윤씨 부인을 겁탈해 아들 김환을 얻는다. 후에 혁명의 허무감과 상민에 대한 불신을 가지고 있었음이 아들인 김환의 회상을 통해 드러난다. 동학난이 진압된 후 전주 감영에서 효수당한다.

이 작품은 5대째 대지주로 군림해오던 최참판 댁에서 며느리인 별당아씨가 하인 구천(일명 김환)과 눈이 맞아 도망친 데서 시작한다.
특히 토지의 1부가 동학농민혁명의 실패로부터 시작되고 ‘김개주’의 아들 ‘구천’(김환)에 대한 사실이 밝혀지면서 흥미를 더함에 따라, ‘토지’에서의 김개주의 비중이 그만큼 컸다는 것을 확인시키고 있다. 동학농민혁명이 실패로 돌아간 후 김개남의 동학농민군 가담자들은 폭도나 반역자로 찍혀 숨어 살다가 을미사변과 단발령에 격분해 일어난 의병운동에 참여하였고, 이후 항일운동과 무장 독립운동으로 발전해 나갔다는 것이 작가가 김환의 삶을 통해 조명하고자 한 의도로 보인다.
토지의 작가 박경리는 어린시절 통영에서 보내면서 김개남에 대한 이야기를 많이 들으며 자랐고, 그래서 그 분에 대한 이야기를 썼으며, 김개남은 세계적 혁명가로서 후배 작가들에게 작품화를 권고하기도 했다고 한다.

### 김개남과 동학
동학의 2대 교주 최시형이 포교를 위해 전라도를 순회하던 중 태인 지금실의 김개남 집에서 약 15일간 묶었고, 이 당시 김개남은 옷 5벌을 지어 바쳤다고 한다.
김개남은 충북 보은 신원집회시 최시형으로부터 태인 대접주의 명을 받게 될 만큼 동학에서의 위치가 공고했다.
김개남과 더불어 동학농민혁명에 참여한 도강김씨 접주가 24명이나 된다는 것은 그의 위치를 더욱 실감하게 한다.

### 김개남,전봉준과 대원군과의 관계
2차봉기와 관련하여 "대원군 사주론"과 "자발적 봉기론"으로 견해가 대립되고 있다.
'대원군 사주론"은 이상백, 유영익 등이 주장하고 있고, "자발적 봉기론"은 정창열, 신복룡, 서영희, 김양식, 배항섭 등이 주장하고 있다.
흥선대원군을 만났던 동학군 지도자들 중 전봉준을 비롯한 대다수는 대원군과의 만남 사실을 끝까지 자백하지 않고 처형당하였으나, 그는 사형당하기 직전 흥선대원군을 만났다고 진술하였다.
이상백에 의하면 '대원군은 전봉준의 처족 8촌이자 전주대도소 도집장 송희옥을 선공주사로 임명하고 대원군의 측근인 박동진과 정인덕은 이 송희옥과 접선하여, 전봉준에게 밀지(密旨)를 보내 대원군의 뜻에 따라 재봉기할 것을 주문하였던 것이다. 김개남에게는 대원군의 손자 이준용을 통하여 전 승지 이건영과 접촉하고 이건영은 김개남을 만났다. 이에 전봉준, 김개남이 적극 호응하였다는 주장이 있다.
체포된 이후 재판과정에서 전봉준은 이를 부정하고 있으나 김개남은 전라관찰사 이도재가 국문하자 대원군의 지시에 의한 것이라고 고함을 치자 처형한다.
' 이처럼 김개남을 즉결처분은 한 것은 김개남의 부하들이 그를 탈출하게 할 수 있다는 우려였다는 주장과 함께 흥선대원군과의 관계를 숨기기 위해 이도재가 즉시 처형했다는 설이 있다.

### 왕조 타도 또는 새 왕조 건설 의혹
스스로 개남국왕(開南國王)이라 칭하고 조선의 이씨 정부를 타도하자는 강경론적 주장을 했다는 의혹이 있다. 그런데, 최근 김산소모사로 임명된 조시영이 1894년 11월 21일부터 1895년 1월 22일까지 각급 기관과 주고받은 공문을 날짜별로 기록해 놓은 자료인 [소모사실]이 발견되었다. 김산소모영에서 을미년 정월 6일 의정부, 군무아문, 내무아문에 보낸 보고서에 따르면, 김산과 관련하여 동학농민군을 체포하고 처리하는 내용을 상세하게 기록하고 있다. 그런데 이 내용 중에 특히 눈여겨 봐야 할 대목은 ‘개남의 처소로 보낸 신하라고 일컫는 소초(疏草)’ 라는 대목이다.
이는 신하로서 김개남에게 보내기 위해 작성한 상소의 초안이라는 의미이다. 이는 우선 전라도 남원에 있던 김개남의 동학농민군과 경상도 김천의 동학농민군이 매우 깊게 연결되어 있다는 점을 보여준다. 그리고 김개남이 왕을 자처했다는 주장이 많은데 이를 뒷받침해주는 증거가 되기도 한다. 전라도와 경상도 연결정도, 그리고 김개남의 성격 등을 연구하는데 있어서 중요한 근거자료가 될 수 있을 것으로 생각된다.
김개남의 명성을 들은 경상도 김산의 한 유생은 김개남이 왕을 칭하고 남원을 점거하고 있다는 말을 기록으로 전하고 있다.
"김기범이란 자가 개남왕이라며 참칭하고 남원부를 분할하여 점거하였다고 한다."

## 가족 관계
- 아버지 김대흠(金大欽)(1817 ~ )과 어머지 익산 이씨: 3남 4녀 둠
  - 형: 김영백(金永百)[18]
  - 형: 김영수(金永秀)[18]
- 첫째부인: 연안이씨, 16세인 1868년 한 살 아래인 15세의 연안 이씨와 결혼, 1869년 7월 25일 상처(자녀 없음)
- 둘째부인: 이 후 세살 아래인 전주 이씨와 재혼하여 1남 3녀를 두고, 부인은 90세까지 생존하였다.
- 아들 김백술(金伯述)(? ~ 1952): 경주김씨와 결혼하여 2남 5녀를 둠
  - 손자 김환옥(金煥鋈. 1919 ~ 1997): 4남 4녀 둠. 상기(호영,호준), 종기(호진), 정기(승민), 진기
  - 손자: 김환섭: 2남2녀를 둠. 인기, 대완
  - 손녀(5): 손서: 김일덕, 정관택(태기, 태수), 이경진, 송영록, 이대우(김오례- 상술, 상국, 상수)

## 관련서적 및 논문
- 박경리, [토지]
- 김기전, [다시 쓰는 동학농민혁명사], 도서출판광명, 2005년
- 김선동, [염불처럼 서러워서], 작은숲, 2014년 : 개남아 개남아 김개남아! 245-267쪽
- 박준성, [노동자 역사 이야기], 2009년 : 같은 시대, 다른 삶 - 김개남, 황현, 이기 223쪽
- 신영복, [변방을 찾아서], 2012년
- 신정일, [똑바로 살아라- 신정일이 쓴 조선의 진보주의자들], 다산초당,[2008] :새로운 남조선을 열어젖히리라." 열 번째 진보주의자 김개남 = 281
- 신정일, [한국사, 그 변혁을 꿈꾼 사람들], 이학사, 2002년 : 불꽃같은 삶을 살다간 동학의 지도자, 김개남 293-318쪽
- 신정일, [오직 정의], 판테온하우스, 2017년: 새로운 세상을 향한 민중의 꿈, 김개남 236-252쪽
- 신정일, [갑오동학농민혁명답사기], 푸른영토, 2014년: 처음부터 끝까지 혁명가였던 김개남 173-190쪽
- 이덕일, [시원하게 나를 죽여라], 한겨레출판사, 2008년: 김개남- 새로운 남조선을 개창하다,
- 전북사학회, [동학농민혁명의 기억과 역사적의의], 전북사학회.정읍시, 2011년
- 박맹수, [개벽의 꿈, 동아시아를 깨우다], 모시는 사람들, 2012년

- 김상기, [동학과 동학란],
- 김호성, "東學革命과 金開南의 役割" 정치정보연구, Vol.1, [1998]
- 김인덕, "영호대도소와 전라남도 동부지역의 동학농민혁명 - 김인배의 활동과 순천, 광양, 여수지역 전투를 중심으로 -", 숭실사학, Vol.34, [2015]
- 김봉곤, "남원지역 동학농민혁명과 士族의 대응", 南道文化硏究, Vol.0 No.26, [2014]
- 박대길, "동학농민혁명 지도자 김개남의 처형 경위와 순국 터", 건지인문학, Vol.18, [2017]
- 박대길, "동학농민혁명의 시작, 고부봉기", 동학학보, Vol.25, [2012]
- 소병철, "지리산권 동학농민혁명에 나타난 이상사회의 비전", 동학학보, Vol.0 No.35, [2015]
- 원재연, "근대 이행기 호남 유림의 시무론(時務論)과 동학(東學) 인식", 朝鮮時代史學報, Vol.74, [2015]
- 李熙根, "1894년 동학지도부의 제2차 起兵 추진과 그 성격" 동학연구, Vol.6, [2000]
- 이병규, "1894년 10~11월 금산.진산에서의 김개남과 일본군의 활동", 전북사학 제26집 71-99쪽
- 이병규, "김산 소모영의 설치와 동학농민군 진압 활동", 동학학보, Vol.0 No.41, [2016]
- 신영우, "1894년 남원대도소의 9월봉기론과 김개남군의 해산배경", 동학학보, Vol.33, [2014]
- 이진영, " 金開南과 동학농민전쟁", 한국 근현대사 연구, Vol.2, [1995]
- 정인숙, "근현대 여성 가사에 나타난 역사서술의 특징과그 의미-은촌 조애영, 소고당 고단, 소정 이휘의 작품을 중심으로", 古典文學硏究, Vol.54,[2018]
- 채길순, "남원지역 동학농민혁명의 전개 과정 연구 -사적지를 중심으로", 동학학보, Vol.33, [2014]
- 홍동현, "고흥지역의 민족운동과 1894년 동학농민전쟁 - [高興郡敎區歷史]를 중심으로", 南道文化硏究, Vol.0 No.35, [2018]

## 같이 보기
| - 동학농민혁명 - 전봉준 - 임병찬 - 최제우 - 최시형 - 손병희 - 박성빈 - 김구 - 홍계훈 - 이도재 - 갑오경장 - 천도교 - 정감록 - 흥선대원군 - 이준용 - 박경리 - 토지 |